# 欣斯贝格反应
欣斯贝格反应是一种胺的化学鉴定方法。它可以很好地区分一级胺、二级胺和三级胺。这个反应中需将胺与欣斯贝格试剂在碱金属氢氧化物存在下混合均匀。然后将氢氧化钠水溶液和苯磺酰氯的混合试剂加入。一级胺形成的磺酰胺可溶于碱。二级胺则形成不溶性的磺酰胺沉淀。三级胺不与苯磺酰氯反应。加入稀酸后不溶性的胺可转化成可溶性的铵盐。这个反应因此可用于区分三种胺。
欣斯贝格反应最早由奥斯卡·欣斯贝格于1890年发现。